# Javier Bolaños Aguilar
Edmundo Javier Bolaños Aguilar (Xalapa, Veracruz; 20 de mayo de 1965) es un ingeniero petrolero y político mexicano. Ha ejercido como diputado federal y local.

## Biografía
Javier Bolaños Aguilar es ingeniero petrolero egresado del Instituto Politécnico Nacional, habiendo cursado sus estudios entre 1984 y 1987. De 1989 a 1995 se dedicó al ejercicio de su profesión de forma particular, especializándose en temas relativos al manejo de sistemas hidráulicos.
Inició su actividad política como funcionario público en sistemas hidráulicos y de agua potable en Valle de Chalco Solidaridad, Puebla de Zaragoza y León. Entre 1997 y 2000 fue director general del Sistema de Agua Potable y Alcantarillado de Cuernavaca, Morelos, en la administración del presidente municipal Sergio Estrada Cajigal. Al asumir Estrada Cajigal la gubernatura de Morelos, lo nombró Secretario ejecutivo de la Comisión Estatal del Agua y Medio Ambiente (CEAMA) de Morelos de 2000 a 2006.
En 2006 fue elegido diputado federal por el principio de representación proporcional a la LX Legislatura. Al terminar su periodo como diputado en 2009 fue nombrado Subsecretario de Gobierno de Morelos en el gobierno de Marco Adame Castillo, concluyendo dicho encargo en 2012, mismo año en que fue elegido diputado por la vía plurinominal a la LII Legislatura del Congreso del Estado de Morelos.
En 2015 fue elegido por segunda ocasión diputado federal, esta vez en representación del distrito electoral federal 1 de Morelos a la LXIII Legislatura, periodo que concluyó en 2018. En la LXIII Legislatura fue integrante de las comisiones de Desarrollo Metropolitano; Medio Ambiente y Recursos Naturales; Recursos Hidráulicos; Especial para dar Seguimiento a las Agresiones a Periodistas y Medios de Comunicación; Especial para la Defensa de los Derechos Sociales de Acceso al Agua y la Protección de Ambientes Acuáticos; e, Investigación del daño ecológico y social generado por PEMEX y en el primer periodo ordinario de sesiones fue Vicepresidente de la Mesa Directiva.
El 23 de agosto de 2016 se anunció que sería propuesto por el PAN como presidente de la Cámara de Diputados para el primer periodo de sesiones de 2016 en la LXIII Legislatura.
El 14 de enero de 2021 y luego de 20 años de militancia, presentó su renuncia al PAN.